# 舍夫勒西堡
舍夫勒西堡（法語：La Ferté-Chevresis，法語發音：[la fɛʁte ʃəvʁəzi]）是法国上法蘭西大區埃纳省的一个市镇，属于圣康坦区。

## 地理
舍夫勒西堡（49°44'12"N, 3°33'28"E）面积23.92 平方千米，位于法国上法蘭西大區埃纳省，该省份为法国北部内陆省份，北起北部省，西接索姆省和瓦兹省，东临阿登省和马恩省，西南至塞纳-马恩省，东北部与比利时接壤。
与舍夫勒西堡接壤的市镇（或旧市镇、城区）包括：舍夫勒西-蒙索、梅布勒库尔-里什库尔、蒙蒂尼叙克雷西、努维永和卡蒂永、帕尔尼莱布瓦、帕尔珀维尔、普莱讷塞尔沃、叙尔方丹、维莱勒塞克。

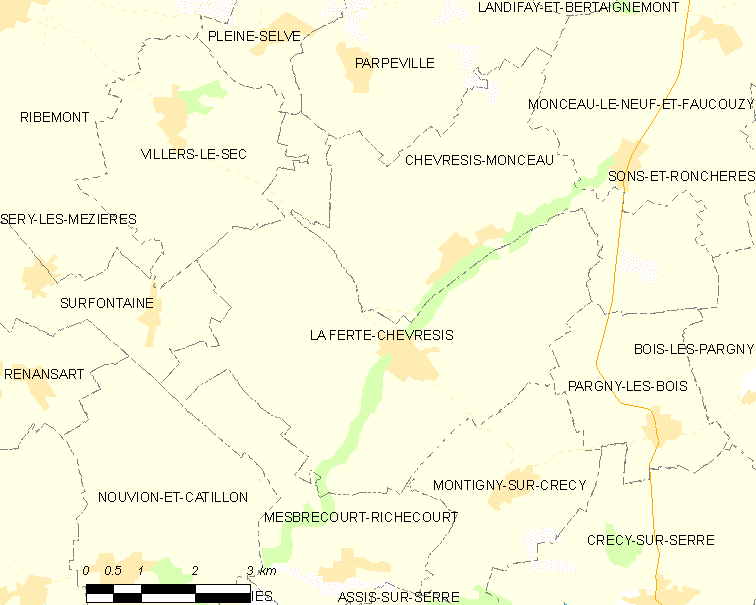
舍夫勒西堡的OSM定位图

舍夫勒西堡的时区为UTC+01:00、UTC+02:00（夏令时）。

## 行政
舍夫勒西堡的邮政编码为02270，INSEE市镇编码为02306。

## 政治
舍夫勒西堡所属的省级选区为里布蒙县。

## 人口

1962-2008年间舍夫勒西堡人口变化图示

舍夫勒西堡于2022年1月1日时的人口数量为521人。